# Fuldamobil N
Das Fuldamobil N ist ein Automodell der Elektromaschinenbau Fulda GmbH und wurde unter der Marke Fuldamobil angeboten. Es erschien 1951 als erstes Serienmodell und wurde 1951 vom Fuldamobil N-1 abgelöst.

## Karosserie
Sowohl die geschlossene zweitürige Karosserie als auch die offene türlose Karosserie des Roadster bot Platz für zwei Personen. Die Türen der Limousine waren wie bei allen Modellen des Fuldamobils an der B-Säule (hinten) angeschlagen. Wie der Prototyp hatte das erste Serienmodell eine schräge Front, die ohne Knick in die Frontscheibe überging. Das Holzgerippe des Fahrzeugs wurde im Unterschied zum Prototyp nun mit Kunstleder überzogen. Im Juni 1951 wurden die Karosseriemaße geringfügig verändert.

## Antrieb
Der über ein Gebläse luftgekühlte Einzylinder-Zweitaktmotor von Baker & Pölling mit 248 cm³ Hubraum leistete 6,2 kW (8,5 PS). Er war vor dem einzelnen Hinterrad montiert und trieb es über eine Kette an. Das Fahrzeug erreichte eine Höchstgeschwindigkeit von 75 km/h.

## Neupreis und Stückzahl
Der Neupreis betrug 2250 DM. Es entstanden 74 Exemplare, darunter mindestens 22 Roadster.